# Showgirl: The Greatest Hits Tour
Showgirl: The Greatest Hits Tour foi a oitava turnê da cantora australiana Kylie Minogue. Foi lançada em apoio à sua coletânea de grandes sucessos, Ultimate Kylie (2004), e teve concertos na Europa, e inicialmente shows previstos na Austrália e Ásia. Começou em 19 de março de 2005 em Glasgow, Escócia, no SECC Concert Hall 4 e terminou em 7 de maio de 2005 em Londres, Inglaterra, no Earls Court Exhibition Centre. A turnê foi anunciada em 24 de outubro de 2004, e foi promovida pela 3A Entertainment na Europa e seria pela Frontier Touring na Ásia e na Austrália. A Showgirl: The Greatest Hits Tour foi planejada para ser uma celebração da carreira de Minogue e do relacionamento de longo prazo com seu público.
Oito blocos distintos dividiram o repertório, sendo eles Showgirl, Smiley Kylie, Denial, What Kylie Wants, Kylie Gets, Dreams, Kyliesque, Minx in Space e um bis. Os figurinos usados por Minogue durante a excursão foram desenhados por designers como Karl Lagerfeld e Julien Macdonald, além do figurino de showgirl criado por John Galliano, usado no primeiro bloco. A turnê também contou com um palco inspirado em Art déco, avaliado em £1.000.000. O repertório consistia nos maiores sucessos de Minogue, juntamente com os dois singles de Ultimate Kylie e algumas regravações.
A turnê também teve sucesso comercial. Os concertos no Reino Unido esgotaram em duas horas e arrecadaram quase US$ 20 milhões. Na Europa, 339.105 ingressos foram vendidos no total. A turnê também ficou em 46º lugar nas "100 melhores excursões mundiais" da revista Pollstar em 2005 no final do ano. O concerto de 6 de maio em Londres também foi filmado para transmissão na televisão e lançamento comercial. Foi lançado em DVD em novembro de 2005, intitulado Showgirl. No mês seguinte, um EP de mesmo nome foi lançado, com oito músicas do show.
Vinte shows na Austrália e três na Ásia foram originalmente agendados para a turnê. Após a conclusão da parte europeia, a cantora viajou para a Austrália para continuar a excursão, onde foi diagnosticada com câncer de mama. O restante do itinerário, incluindo um concerto no Festival de Glastonbury de 2005, foi consequentemente cancelado. Os shows na Austrália foram remarcados e 14 adicionais no Reino Unido foram agendados após a recuperação da Minogue. A turnê recomeçou em novembro de 2006, renomeada Showgirl: The Homecoming Tour, com novo repertório e figurinos para acomodar seu estado médico.

## Antecedentes
Após o lançamento de seu nono álbum de estúdio, Body Language (2003), a segunda grande coletânea de grandes sucessos de Minogue, Ultimate Kylie foi anunciada em setembro de 2004. No próximo mês, foi anunciado que Minogue iria embarcar na turnê Showgirl: The Greatest Hits para promover a coletânea, e Ultimate Kylie foi lançada no mês seguinte. Ela comentou sobre a turnê:

"Showgirl não é apenas uma celebração de canções pop e minha carreira, mas de um longo relacionamento com meu público. Esta é a minha maneira de agradecer e compartilhar alguns dos momentos mais importantes da minha jornada até agora, uma viagem pela memória. Foi muito divertido montar o show. O repertório foi o ponto de partida e o maior desafio foi representar minhas melhores canções e também minhas favoritas pessoais. O show levou pouco menos de um ano para projetar e construir, mas esteve uma vida inteira em construção. Espero que vocês aproveitem esta noite especial!"

As datas dos shows na Europa foram anunciadas primeiramente, e o anúncio das datas na Austrália e na Ásia seguiram, bem como uma aparição como atração principal no Festival de Glastonbury de 2005. O show custou £5 milhões para ser montado e empregou 100 pessoas, com uma delas apenas para cuidar das penas usadas no concerto. Quinze caminhões foram necessários para transportar todo o lote. Os figurinos usados nos concertos foram desenhados por designers como Karl Lagerfeld e Julien Macdonald, além do figurino de showgirl criado por John Galliano, usado no primeiro bloco. A turnê também contou com um palco inspirado em Art déco, avaliado em £1.000.000. A excursão teve promoção da 3A Entertainment na Europa e seria promovida pela Frontier Touring na Ásia e na Austrália. A companhia aérea British Airways foi escolhida como a patrocinadora oficial da turnê. Martin George, diretor comercial da companhia, disse: "Já trabalhamos com Kylie antes e ela é uma das preferidas dos nossos clientes. Estamos em uma posição única para levá-la a muitos dos shows da Show Girl Tour e estamos felizes em levá-la para a Austrália, uma das nossas rotas mais populares".

## Sinopse do concerto

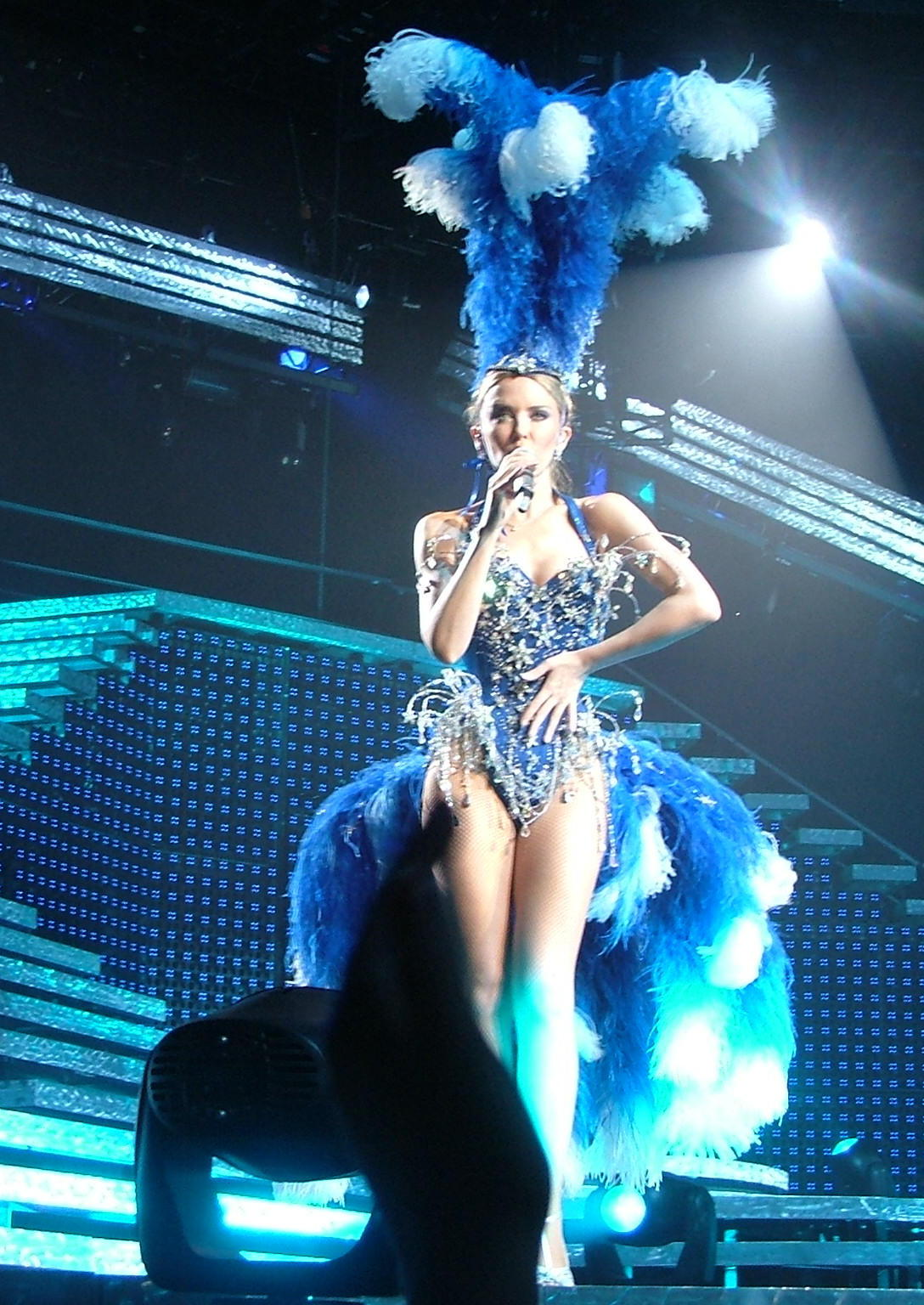
Minogue se apresentando durante o primeiro ato da turnê com o figurino de showgirl

O concerto foi dividido em sete blocos, sendo eles Showgirl, Smiley Kylie, Denial, What Kylie Wants, Kylie Gets, Dreams, Kyliesque, Minx in Space e um bis. Ele começa com uma introdução instrumental que apresenta a escrita na tela de vídeo que apresenta Minogue. Ela então sai do palco em uma plataforma vestida com uma roupa de showgirl, composta por uma cauda de plumagem azul e branca e um adorno de cabeça amarrado sob o queixo. Ela começa a cantar "Better the Devil You Know", que é rapidamente seguida pelas apresentações de "In Your Eyes" e "Giving You Up". Minogue então executa "On a Night Like This", que começa no estilo de uma balada, antes de seguir com a versão original após o primeiro refrão. O final é novamente apresentado como uma balada, quando Minogue desce do palco através de uma plataforma, finalizando a seção. O segundo segmento começa com um interlúdio de dança, até a cantora sair do centro do palco ao som de "Shocked", mostrando uma cópia das capas da revista i-D. Uma breve sequência de canções antigas da cantora são ouvidas, levando a uma breve performance de "What Do I Have to Do", sendo seguida por "Spinning Around".
A terceira seção começa com uma performance de "In Denial", um dueto virtual com Neil Tennant do Pet Shop Boys. Tal apresentação é seguida por uma performance de "Je ne sais pas pourquoi", antes de Minogue encerrar o ato com uma performance de "Confide in Me", durante a qual um dançarino persegue a artista pelas ruas iluminadas a gás, até os dois se envolverem em uma dança de salão. O quarto ato começa com um efeito sonoro de pulverização durante o qual chuveiros falsos e equipamentos de ginástica sobem ao palco, antes de Minogue aparecer em cima de um cavalo com alças cantando "Red Blooded Woman"; em uma parte da música o refrão de "Where the Wild Roses Grow" é cantado. A artista então canta "Slow", que é seguida por um pequeno interlúdio de flamenco que precede a apresentação de "Please Stay". A quinta seção começa com um cover de "Somewhere Over the Rainbow", onde Minogue surge por trás do palco em uma lua crescente, contra um fundo de estrelas cintilantes. Isso é seguido por uma versão balada de "Come into My World". Minogue então executa "Chocolate" no palco, quando o final da passarela transforma-se em uma espécie de bolo de casamento, onde a artista apresenta "I Believe in You". O ato termina com "Dreams".
A sexta seção começa com uma apresentação de "Hand on Your Heart", onde Minogue surge no palco diante de um grande coração. Ela então executa uma versão jazz de "The Loco-Motion", que é seguida por uma performance de "I Should Be So Lucky", com os dançarinos recitam a letra da canção em língua de sinais. A artista então encerra o ato com uma apresentação de "Your Disco Needs You" com a presença de uma banda marcial. A penúltima seção é aberta com uma performance de "Put Yourself in My Place", e uma apresentação de "Can't Get You Out of My Head" fecha o corpo principal do show. A cantora então apresenta um bis de duas músicas, conversando com o público antes de apresentar uma versão longa de "Especially for You", com o público convidado a cantar a parte de Jason Donovan. Minogue então fecha o show com uma performance de "Love at First Sight", com uma montagem de vídeo de sua carreira mostrada nas telas de vídeo atrás dela.

## Análise da crítica

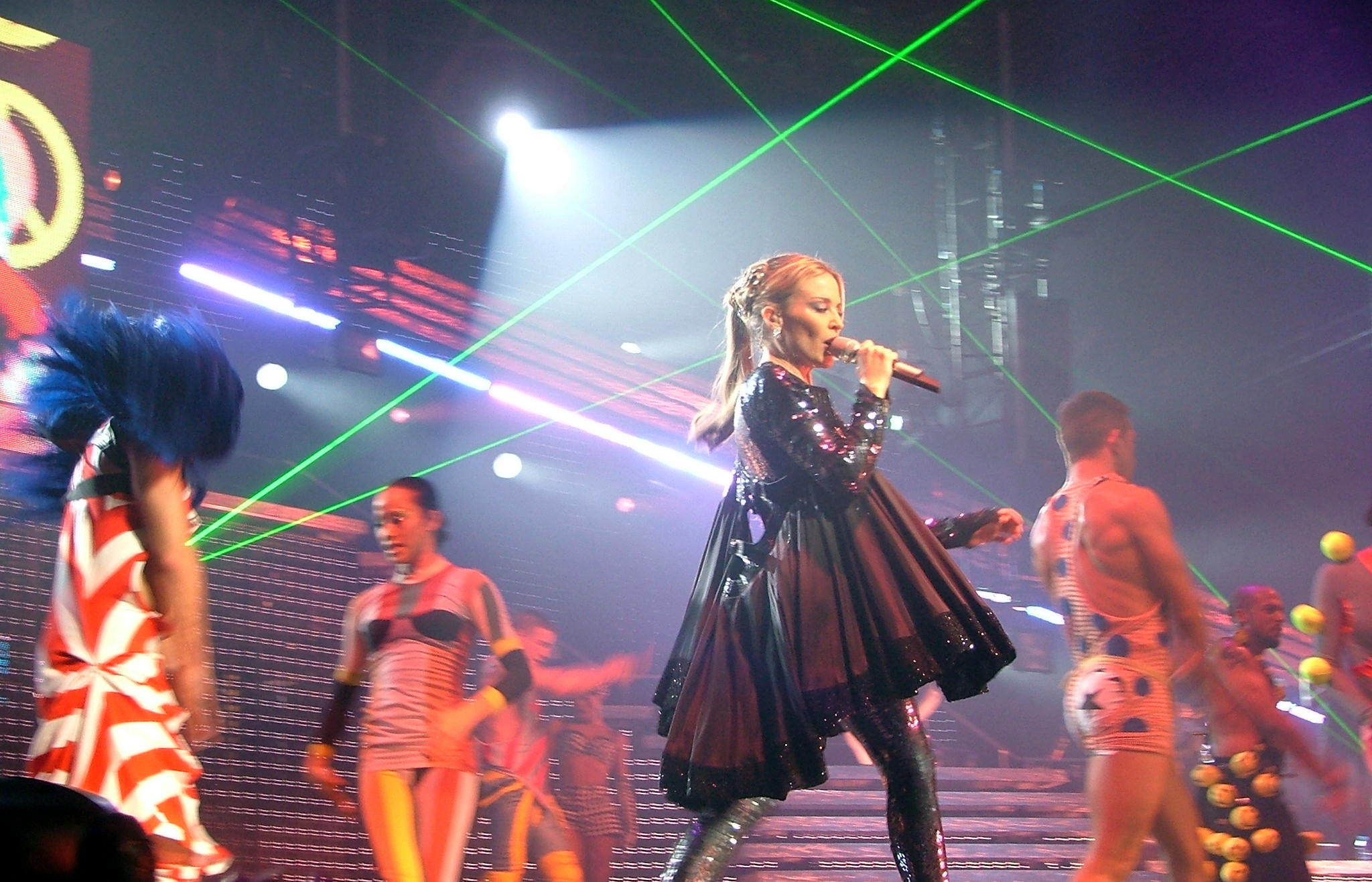
Minogue cantando "Shocked" durante o segundo bloco da turnê

Chris Long da BBC deu uma crítica positiva ao concerto, notando suas "roupas deslumbrantes", e dizendo que "hilariante, descolada e sensual, [Minogue] provou duas coisas. A primeira é que ela abraçou alegremente as músicas e os visuais que a levaram à sua posição no topo. A segunda é que ela apenas melhora com a idade". Anuji Varma do Sunday Mercury também escreveu uma resenha elogiosa, escrevendo que "Kylie Minogue mostrou exatamente por que ela é a rainha do pop indiscutível com um show incrível no NEC de Birmingham", e que a cantora havia impressionado a multidão com uma "performance cintilante", notando também as coreografias e as chamando de "algumas das melhores que eu já vi". Jemma Smith do MusicOMH disse que "durante todo o show, Kylie fez seu trabalho, provando, mais uma vez, que ela é a princesa do pop que merece nada menos que o título de Showgirl". Uma matéria do The Sydney Morning Herald comentou que "a coreografia foi a única área em que o concerto ficou aquém: visualmente, era incrível, mas às vezes parecia que Minogue estava tão concentrada na coreografia (e nas rigorosas mudanças de cenário) que ela esqueceu de realmente fazer uma conexão emocional com o público".
Já o jornal The Independent deu uma revisão mista, chamando o show de "espetáculo enorme, extravagante, ocasionalmente hipnotizante, mas muitas vezes sem alma", e comentando: "Para cada grande música que ela tocou em sua carreira, há pelo menos duas ruins, e nenhuma quantidade de elogios ao fato de que ela (e sua muito elogiada parte traseira) está deslumbrante aos 36 anos de idade pode mudar isso". Dave Simpson do The Guardian também deu uma avaliação mista, escrevendo que "Showgirl é maior que a vida, mas são necessárias melhorias ou o status de Minogue no esquema das coisas parecerá um pouco menor". David Cheal do jornal The Telegraph escreveu que "a primeira noite em Glasgow foi certamente espetacular, muitas vezes muito divertida, às vezes fantástica, mas quase nunca se envolvendo em qualquer tipo de nível emocional", e que "este foi um show com um grande vazio em seu coração. O que não sugere, que o céu não permita, que esperemos profundidade ou substância de Kylie Minogue. Mas o que faltava aqui era algo muito simples: calor humano".

## Recepção comercial

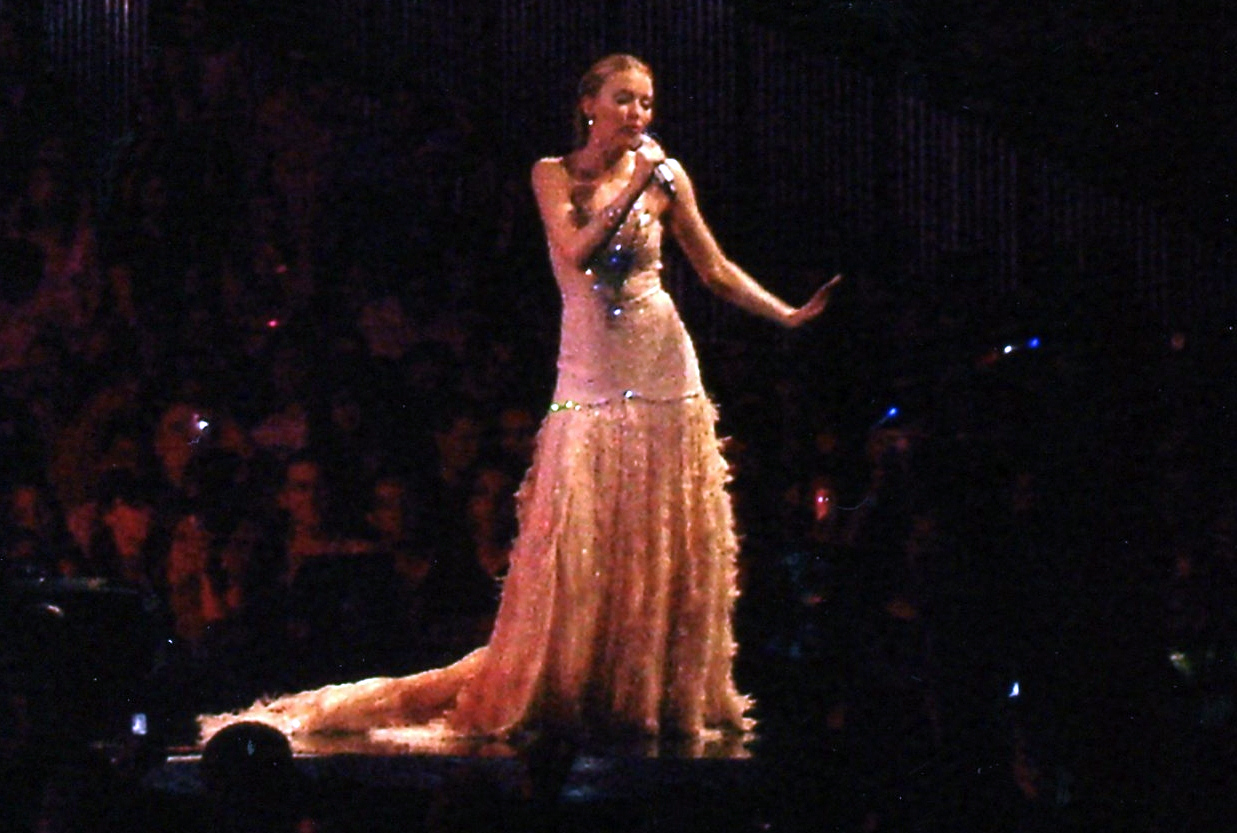
Minogue apresentando-se durante o segmento Dreams

Todos os concertos no Reino Unido esgotaram em duas horas, com a central telefônica responsável pelo concerto inicial em Londres caindo devido ao volume de chamadas, e o website que processava solicitações de ingressos para Birmingham caindo repetidamente, enquanto as filas em Glasgow estabeleceram níveis recordes. Mais shows foram imediatamente adicionados após o esgotamento, trazendo o total para treze, enquanto o interesse em Manchester era tão grande que um segundo show na cidade se esgotou sem sequer ser formalmente anunciado. Um porta-voz do Earls Court Exhibition Centre, em Londres, disse: "Nós tendemos a esgotar rapidamente com artistas como Madonna e Elton John, mas Kylie foi uma das mais rápidas". Seus sete shows nesse mesmo local estabeleceram um recorde de mais datas de uma artista feminina em um local do Reino Unido em todos os tempos.
Em fevereiro de 2005, foi anunciado que a parte australiana da turnê havia movimentado mais de 120.000 ingressos no seu primeiro dia de venda em 31 de janeiro. O promoter da turnê subsequentemente adicionou sete datas de arena em todo o país, elevando o total para treze. A turnê também ficou em 46º lugar nas "100 melhores excursões mundiais" da Pollstar em 2005 no final do ano, vendendo 339.105 ingressos e arrecadando US$ 19.9 milhões na Europa, tornando-se sua turnê mais bem sucedida até o momento.

## Cancelamento

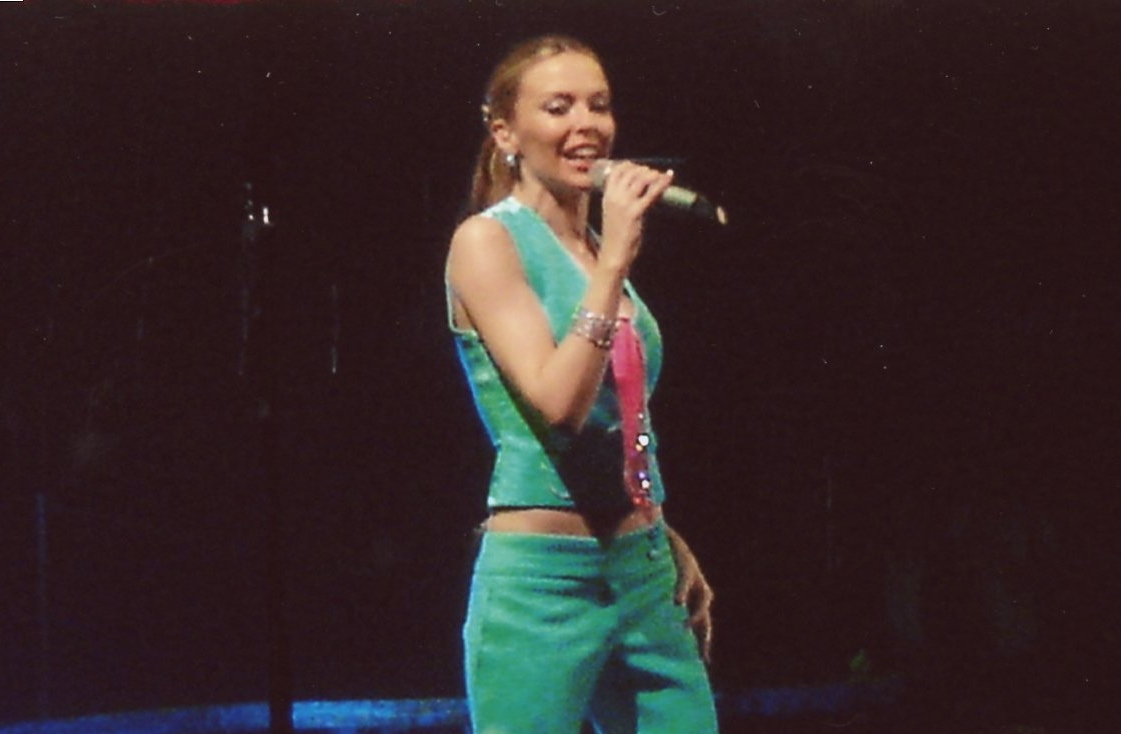
Minogue fechando o concerto com "Love at First Sight"

Antes da turnê, Minogue foi submetida a uma mamografia devido a problemas de saúde na qual não foram encontradas complicações; a cantora, contudo, encontrou um caroço no seio logo depois. A turnê começou e, após a conclusão dos concertos na Europa, ela viajou para a Austrália para continuar a turnê. Em 17 de maio de 2005, foi anunciado que a cantora havia sido diagnosticada com câncer de mama enquanto visitava sua família em sua cidade natal em Melbourne e seria submetida a tratamento imediato. Como consequência, as datas restantes da turnê Showgirl: The Greatest Hits seriam canceladas. Em um comunicado divulgado por sua gravadora, Minogue disse que "estava ansiosa para levar a turnê Showgirl para a Austrália e Glastonbury e lamento ter decepcionado meus fãs". Mais tarde, ela foi submetida a uma mastectomia e a um ciclo de oito meses de quimioterapia e radioterapia.
Após a recuperação de Minogue, a retomada da turnê foi anunciada em junho de 2006. A excursão remarcada foi renomeada para Showgirl: The Homecoming Tour e foi originalmente planejada para cobrir apenas as datas na Austrália. Novos concertos no Reino Unido foram adicionados, e a turnê começou em novembro de 2006. Alterações no repertório, coreografias e figurinos foram feitos para acomodar sua condição médica.

## Gravações e transmissões
O concerto realizado no Earls Court Exhibition Centre, em Londres, Inglaterra, em 6 de maio de 2005, foi filmado para transmissão na televisão e lançamento comercial. Logo no dia seguinte à gravação, o show foi exibido no canal de televisão britânico Channel 4. A turnê também foi transmitida na Austrália em um especial de uma hora no canal Network Ten, em 20 de novembro de 2005. A apresentação foi posteriormente lançada em DVD pela Universal Media Disc em 28 de novembro de 2005, simplesmente intitulado Showgirl. O DVD também incluiu o documentário "Behind the Feathers", protetores de tela e fotografias exclusivas. Foi certificado como platina no Reino Unido em 2005 e quatro vezes platina na Austrália em 2006. Showgirl foi nomeado na categoria "Melhor DVD de Música" no ARIA Music Awards de 2006, perdendo para o DVD da banda Eskimo Joe. Em adição ao DVD, foi lançado um extended play (EP) de mesmo nome em 12 de dezembro de 2005, com oito músicas gravadas do show.

## Repertório
1. "Showgirl Theme" (introdução instrumental)
2. "Better the Devil You Know"
3. "In Your Eyes"
4. "Giving You Up"
5. "On a Night Like This"
6. "Shocked" (contém elementos de "Do You Dare?", "It's No Secret", "Give Me Just a Little More Time", "Keep on Pumpin' It" e "What Kind of Fool (Heard All That Before)")
7. "What Do I Have to Do" (contém elementos de "Over Dreaming (Over You)")
8. "Spinning Around" (contém elementos de "Step Back in Time", "Finally" e "Such a Good Feeling")
9. "In Denial" (dueto virtual com Neil Tennant)
10. "Je ne sais pas pourquoi"
11. "Confide in Me"
12. "Red Blooded Woman" / "Where the Wild Roses Grow"
13. "Slow"
14. "Please Stay"
15. "Somewhere Over the Rainbow"
16. "Come into My World"
17. "Chocolate"
18. "I Believe in You"
19. "Dreams"
20. "Hand on Your Heart"
21. "The Loco-Motion"
22. "I Should Be So Lucky"
23. "Your Disco Needs You"
24. "Put Yourself in My Place"
25. "Can't Get You Out of My Head"

Bis
1. "Especially for You"
2. "Love at First Sight"

## Equipe
Fonte:
- Russel Thomas – diretor
- Bill Lord – produtor executivo
- Kylie Minogue – produtora executiva
- Terry Blamey – produtor executivo
- William Baker – diretor criativo
- Alan MacDonald – diretor criativo
- Steve Anderson – produtor musical
- Sean Fitzpatrick – gerente de turnê
- Michael Rooney – coreografia
- Rafael Bonachela – coreografia
- John Galliano – figurinos
- Karl Lagerfeld – figurinos
- Julien Macdonald – figurinos
- Ed Meadham – figurinos
- Gareth Pugh – figurinos
- Manolo Blahnik – sapatos
- Bvlgari – jóias
- Stephen Jones – chapelaria
- Karen Alder – cabeleireira

## Datas
| Data                | Cidade     | País          | Local                         | Ato de abertura | Público           | Receita    |
| ------------------- | ---------- | ------------- | ----------------------------- | --------------- | ----------------- | ---------- |
| Europa              |            |               |                               |                 |                   |            |
| 19 de março de 2005 | Glasgow    | Reino Unido   | SECC Concert Hall 4           | Melody Club     | 43.100 / 43.100   | $3.040.468 |
| 20 de março de 2005 | Glasgow    | Reino Unido   | SECC Concert Hall 4           | Melody Club     | 43.100 / 43.100   | $3.040.468 |
| 22 de março de 2005 | Glasgow    | Reino Unido   | SECC Concert Hall 4           | Melody Club     | 43.100 / 43.100   | $3.040.468 |
| 23 de março de 2005 | Glasgow    | Reino Unido   | SECC Concert Hall 4           | Melody Club     | 43.100 / 43.100   | $3.040.468 |
| 24 de março de 2005 | Glasgow    | Reino Unido   | SECC Concert Hall 4           | Melody Club     | 43.100 / 43.100   | $3.040.468 |
| 26 de março de 2005 | Paris      | França        | Zénith de Paris               | Melody Club     | —                 | —          |
| 27 de março de 2005 | Rotterdam  | Países Baixos | Ahoy Rotterdam                | Melody Club     | —                 | —          |
| 28 de março de 2005 | Antwerp    | Bélgica       | Sportpaleis Merksem           | Melody Club     | —                 | —          |
| 30 de março de 2005 | Viena      | Áustria       | Wiener Stadthalle             | Melody Club     | —                 | —          |
| 31 de março de 2005 | Munique    | Alemanha      | Olympiahalle                  | Melody Club     | —                 | —          |
| 1 de abril de 2005  | Basel      | Suíça         | St. Jakobshalle               | Melody Club     | —                 | —          |
| 3 de abril de 2005  | Aalborg    | Dinamarca     | Gigantium                     | Melody Club     | —                 | —          |
| 4 de abril de 2005  | Hamburgo   | Alemanha      | Color Line Arena              | Melody Club     | —                 | —          |
| 5 de abril de 2005  | Colônia    | Alemanha      | Lanxess Arena                 | Melody Club     | —                 | —          |
| 7 de abril de 2005  | Dublin     | Irlanda       | Point Theatre                 | Melody Club     | —                 | —          |
| 8 de abril de 2005  | Dublin     | Irlanda       | Point Theatre                 | Melody Club     | —                 | —          |
| 9 de abril de 2005  | Dublin     | Irlanda       | Point Theatre                 | Melody Club     | —                 | —          |
| 11 de abril de 2005 | Dublin     | Irlanda       | Point Theatre                 | Melody Club     | —                 | —          |
| 12 de abril de 2005 | Dublin     | Irlanda       | Point Theatre                 | Melody Club     | —                 | —          |
| 15 de abril de 2005 | Birmingham | Reino Unido   | National Exhibition Centre    | Melody Club     | 65.976 / 65.976   | $4.572.554 |
| 16 de abril de 2005 | Birmingham | Reino Unido   | National Exhibition Centre    | Melody Club     | 65.976 / 65.976   | $4.572.554 |
| 17 de abril de 2005 | Birmingham | Reino Unido   | National Exhibition Centre    | Melody Club     | 65.976 / 65.976   | $4.572.554 |
| 19 de abril de 2005 | Birmingham | Reino Unido   | National Exhibition Centre    | Melody Club     | 65.976 / 65.976   | $4.572.554 |
| 20 de abril de 2005 | Birmingham | Reino Unido   | National Exhibition Centre    | Melody Club     | 65.976 / 65.976   | $4.572.554 |
| 21 de abril de 2005 | Birmingham | Reino Unido   | National Exhibition Centre    | Melody Club     | 65.976 / 65.976   | $4.572.554 |
| 23 de abril de 2005 | Manchester | Reino Unido   | Manchester Evening News Arena | Melody Club     | 74.060 / 74.060   | $5.234.740 |
| 24 de abril de 2005 | Manchester | Reino Unido   | Manchester Evening News Arena | Melody Club     | 74.060 / 74.060   | $5.234.740 |
| 26 de abril de 2005 | Manchester | Reino Unido   | Manchester Evening News Arena | Melody Club     | 74.060 / 74.060   | $5.234.740 |
| 27 de abril de 2005 | Manchester | Reino Unido   | Manchester Evening News Arena | Melody Club     | 74.060 / 74.060   | $5.234.740 |
| 28 de abril de 2005 | Manchester | Reino Unido   | Manchester Evening News Arena | Melody Club     | 74.060 / 74.060   | $5.234.740 |
| 30 de abril de 2005 | Londres    | Reino Unido   | Earls Court Exhibition Centre | Melody Club     | 105.840 / 105.840 | $7.125.132 |
| 1 de maio de 2005   | Londres    | Reino Unido   | Earls Court Exhibition Centre | Melody Club     | 105.840 / 105.840 | $7.125.132 |
| 2 de maio de 2005   | Londres    | Reino Unido   | Earls Court Exhibition Centre | Melody Club     | 105.840 / 105.840 | $7.125.132 |
| 4 de maio de 2005   | Londres    | Reino Unido   | Earls Court Exhibition Centre | Melody Club     | 105.840 / 105.840 | $7.125.132 |
| 5 de maio de 2005   | Londres    | Reino Unido   | Earls Court Exhibition Centre | Melody Club     | 105.840 / 105.840 | $7.125.132 |
| 6 de maio de 2005   | Londres    | Reino Unido   | Earls Court Exhibition Centre | Melody Club     | 105.840 / 105.840 | $7.125.132 |
| 7 de maio de 2005   | Londres    | Reino Unido   | Earls Court Exhibition Centre | Melody Club     | 105.840 / 105.840 | $7.125.132 |

### Showscancelados
| Data                | Cidade    | País       | Local                         | Razão                               |
| ------------------- | --------- | ---------- | ----------------------------- | ----------------------------------- |
| 19 de maio de 2005  | Sydney    | Australia  | Sydney Super Dome             | Cancelados devido ao câncer de mama |
| 20 de maio de 2005  | Sydney    | Australia  | Sydney Super Dome             | Cancelados devido ao câncer de mama |
| 21 de maio de 2005  | Sydney    | Australia  | Sydney Super Dome             | Cancelados devido ao câncer de mama |
| 23 de maio de 2005  | Melbourne | Australia  | Rod Laver Arena               | Cancelados devido ao câncer de mama |
| 24 de maio de 2005  | Melbourne | Australia  | Rod Laver Arena               | Cancelados devido ao câncer de mama |
| 25 de maio de 2005  | Melbourne | Australia  | Rod Laver Arena               | Cancelados devido ao câncer de mama |
| 27 de maio de 2005  | Melbourne | Australia  | Rod Laver Arena               | Cancelados devido ao câncer de mama |
| 28 de maio de 2005  | Melbourne | Australia  | Rod Laver Arena               | Cancelados devido ao câncer de mama |
| 29 de maio de 2005  | Melbourne | Australia  | Rod Laver Arena               | Cancelados devido ao câncer de mama |
| 31 de maio de 2005  | Sydney    | Australia  | Sydney Entertainment Centre   | Cancelados devido ao câncer de mama |
| 1 de junho de 2005  | Sydney    | Australia  | Sydney Entertainment Centre   | Cancelados devido ao câncer de mama |
| 2 de junho de 2005  | Sydney    | Australia  | Sydney Entertainment Centre   | Cancelados devido ao câncer de mama |
| 4 de junho de 2005  | Brisbane  | Australia  | Brisbane Entertainment Centre | Cancelados devido ao câncer de mama |
| 5 de junho de 2005  | Brisbane  | Australia  | Brisbane Entertainment Centre | Cancelados devido ao câncer de mama |
| 6 de junho de 2005  | Brisbane  | Australia  | Brisbane Entertainment Centre | Cancelados devido ao câncer de mama |
| 8 de junho de 2005  | Adelaide  | Australia  | Adelaide Entertainment Centre | Cancelados devido ao câncer de mama |
| 9 de junho de 2005  | Adelaide  | Australia  | Adelaide Entertainment Centre | Cancelados devido ao câncer de mama |
| 12 de junho de 2005 | Perth     | Australia  | Burswood Dome                 | Cancelados devido ao câncer de mama |
| 13 de junho de 2005 | Perth     | Australia  | Burswood Dome                 | Cancelados devido ao câncer de mama |
| 14 de junho de 2005 | Perth     | Australia  | Burswood Dome                 | Cancelados devido ao câncer de mama |
| 17 de junho de 2005 | Singapura | Singapura  | Singapore Indoor Stadium      | Cancelados devido ao câncer de mama |
| 20 de junho de 2005 | Bangkok   | Tailândia  | IMPACT Arena                  | Cancelados devido ao câncer de mama |
| 23 de junho de 2005 | Hong Kong | Hong Kong  | HKCEC Hall 3                  | Cancelados devido ao câncer de mama |
| 26 de junho de 2005 | Pilton    | Inglaterra | Festival de Glastonbury       | Cancelados devido ao câncer de mama |